# Азраки Хирави
Азраки́ Хирави́ (перс. ازرقی هروی‎‎; настоящее имя Абу-ль-Махасин Абу Бекр Зейн-ад-дин ибн Исмаил Варрак  (перс. شرف‌الزمان ابوالمحاسن زین‌الدین ابوبکر جعفر بن اسمعیل وراق هروی متخلص به ازرقی‎‎) — персидский поэт XI века.
Родился в Герате в семье книготорговца и умер в 1072 году. По утверждению Низами Арузи Самарканди в их доме около полугода скрывался Фирдоуси во время бегства от султана Махмуда Газневи (971—1030) в Тус.  По другим данным родился в 1072 году и в молодости добился благосклонности сельджукского принца, сына султана Алп-Арслана. Умер в 1132/1133 году.
Из произведений частично сохранились касыды, в том числе панегирик правителю Великого Хорасана Туган-шаху ибн Алп Арслану (1083—1092). Некоторые составители тазкире приписывают Азраки версификацию «Синдбад-наме» и эротический трактат «Алфийе-шалфийе». Стихи поэта изобиловали изысканными аллегориями и метафорами.